# 北見富丘站

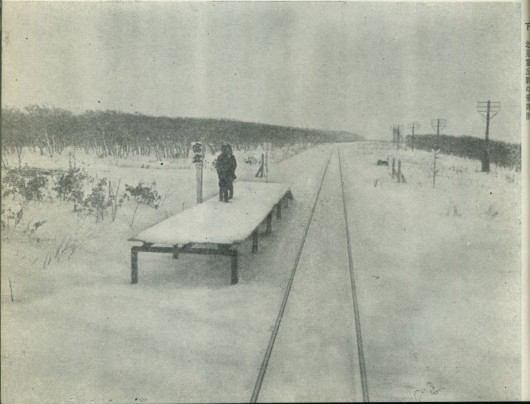
1962年的北見富丘站。圖中可看見月台。

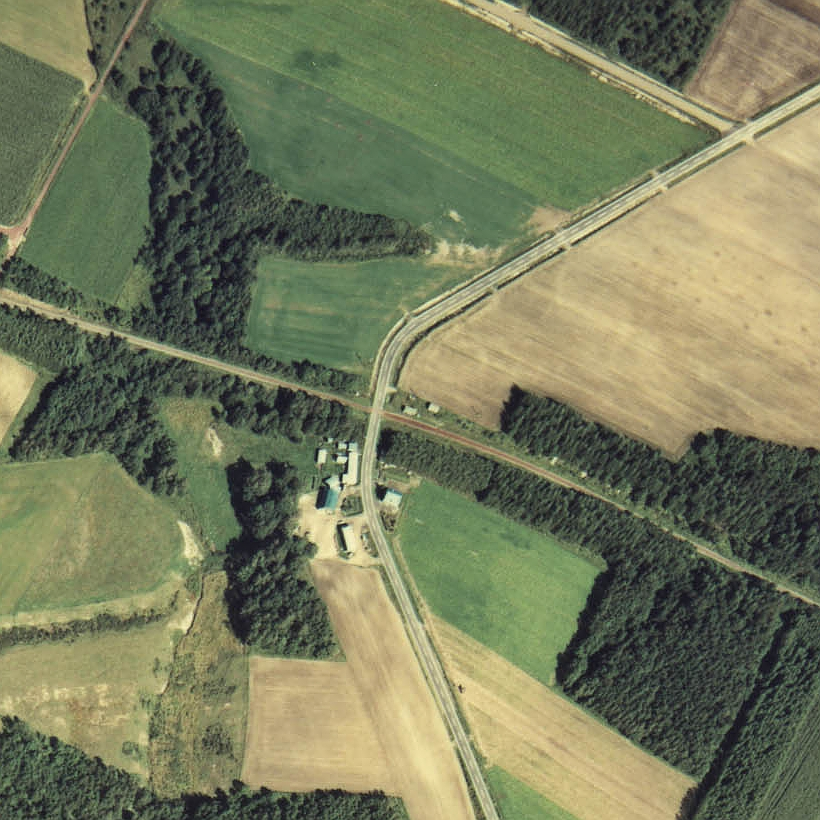
1977年的北見富丘站與方圓約500米範圍。右邊為網走方向。當時設有單式月台，在中央設有砌塊建造的候車室。周邊都是丘陵地帶。

北見富丘站（日语：／ Kitami-Tomioka eki */?）是位於北海道北見市常呂町富丘，日本國有鐵道（國鐵）的湧網線車站（廢站）。隨著湧網線廢線，車站在1987年（昭和62年）3月20日廢除。

## 歷史
- 1952年（昭和27年）12月6日 - 日本國有鐵道湧網東線常呂站至下佐呂間站（後來為濱佐呂間站）之間開通，此站啟用[1]。當時為旅客車站[1]。
- 1953年（昭和28年）10月22日 - 佐呂間站至下佐呂間站（後來為濱佐呂間站）之間開通，成邊中途車站。中湧別站至網走站間全線開通。路線名稱改名為湧網線。
- 1987年（昭和62年）3月20日 - 湧網線全線廢除，此站也廢除[1]。

## 車站構造
截至車站廢除前，車站是一座地面車站，設有1面1線的單式月台。月台位於路軌北邊（網走方向的列車會開啟左邊車門）。此站沒有轉轍器。
此站是無人車站。沒有車站大樓，月台中央部分設有候車室。另外設有一座由混凝土塊建造，約30平方米，沒有電力設備的建築物。

## 站名的由來
站名取自當地地名（字富丘），並冠上舊國名「北見」。從前該處地名為「西川沿」，在1941年（昭和16年）改名。改為富丘是希望當地人富有起來。冠上舊國名是由於福島縣已經設有常磐線富岡站。

## 使用狀況
- 截至1981年度（昭和56年度），1日上下車人次為約10人[2]。

## 車站周邊
車站附近為農田和農居。

## 現況
截至2011年（平成23年），車站遺址附近還有枕木。在此站靠近常呂站一方的路軌遺址處還有路堤。

## 相鄰車站
日本國有鐵道
湧網線 
濱佐呂間－北見富丘－東富丘臨時乘降場－北見共立

## 注腳
1. 1 2 3 4 5  石野哲（編）. . JTB. 1998: 915. ISBN 978-4-533-02980-6 （日语）.
2. 1 2 3 4  宮脇俊三（日语：宮脇俊三） (编). . 原田勝正（日语：原田勝正）. 小學館. 1983-07: 161. ISBN 978-4093951012 （日语）.
3. 1 2 3 4  太田幸夫. . 富士Comtem. 2004-02: 169–170. ISBN 978-4893915498 （日语）.
4. ↑  本久公洋. . 北海道新聞社. 2011-09: 105. ISBN 978-4894536128 （日语）.